# Gore Beyond Necropsy
Gore Beyond Necropsy est un groupe de grindcore japonais, originaire de Kanagawa. Il est formé en 1989 dont le son est particulièrement bruitiste (lo-fi), se rapprochant du style de groupes tels que Anal Cunt. Leurs textes intègrent des références scatologiques dans un contexte politique anticapitaliste.

## Biographie
Gore Beyond Necropsy est formé en 1989. En 1991, le groupe publie une cassette démo, et une démo live. En 1992 sort une autre cassette intitulée I Recommend You... Amputation. En 1993, ils publient un EP intitulé This Is an EP You Want (7"), et effectuent un split, l'année suivante en 1994, avec GUT.
Ils sortent en 1995 l'EP Rectal Grinder en collaboration avec Merzbow. En 1996  sort l'EP Faecal Noise Holocaust, édité à 800 exemplaires au label Icy Illusions. Cette année assiste aussi et notamment à la sortie d'un split avec le groupe australien Disgorge et de l'album live Live and Reh. Nov. '96. Entre avril et novembre 1997, le groupe se consacre à l'enregistrement de son premier album studio, intitulé Noise-a-Go Go!!!. L'album sort en 1998 au label Relapse Records,. La même année, ils effectuent deux splits ; un avec Minch et l'autre avec Warsore. Ils se lancent ensuite dans l'enregistrement d'un deuxième album studio, intitulé Go! Filth Go!!!, publié en 999 au label Infernal Records.
En 2005, le groupe change de nom pour Noise a Go Go's, mais cesse toute activité.

## Discographie
- 1991 : Rehearsal Demo (cassette)
- 1991 : Promo Live Tape '91 (cassette)
- 1992 : I Recommend You... Amputation (cassette)
- 1993 : This Is an EP You Want (7")
- 1994 : Gore Beyond Necropsy / GUT Split
- 1994 : Promo Live Tape '94 (cassette)
- 1995 : Rectal Grinder avec Merzbow Collaboration (7")
- 1995 : Faecal Noise Holocaust (7")
- 1996 : Gore Beyond Necropsy / Senseless Apocalypse Split (7")
- 1996 : Faecal Noise Holocaust (EP)
- 1996 : Gore Beyond Necropsy / Disgorge Split
- 1996 : Live & Reh. Nov. '96 (album live)
- 1997 : Rectal Anarchy (collaboration avec Merzbow)
- 1998 : Sounds Like Shit (7")
- 1998 : Live and Rehearsal '98 (cassette)
- 1998 : Gore Beyond Necropsy / Minch Split
- 1998 : Gore Beyond Necropsy / Warsore Split
- 1998 : Noise-a-Go Go!!!
- 1999 : Go! Filth Go!!!
- 2000 : Wizards of Gore - A Tribute to Impetigo
- 2000 : Gore Beyond Necropsy / Arsedestroyer Split
- 2001 : Sodomy and Carnal Assault (split avec Regurgitate)
- 2001 : A Tribute to Regurgitate (compilation)
- 2002 : Fullthröttle Chaös Grind Machine (7")
- 2003 : Wild and Frantic! Rock'n'Roll Special!!! (7")
- 2003 : Triple Shocks!!! Freaknoise Show (split avec Arsedestroyer et Nikudorei)
- 2005 : Filthiest Babies Alive (split avecNunwhore Commando 666)